# Brunkindad eremomela
Brunkindad eremomela (Eremomela usticollis) är en fågel i familjen cistikolor inom ordningen tättingar. Den förekommer i torra skogar i södra Afrika. Beståndet tros vara livskraftigt.

## Utseende och läte
Brunkindad eremomela är en liten, jämnfärgad sångare med askgrå ovansida och ljusbeige undersida. Vidare har den vitaktig strupe och tydligt ljust citrongula ögon. Adulta fåglar har diagnostiska rostfärgade ”öron”-fläckar och ett smalt band över bröstet. Dessa kan dock vara otydliga och vintertid till och med saknas helt, liksom hos ungfåglar. Lätena är ljusa och snabba drillar.

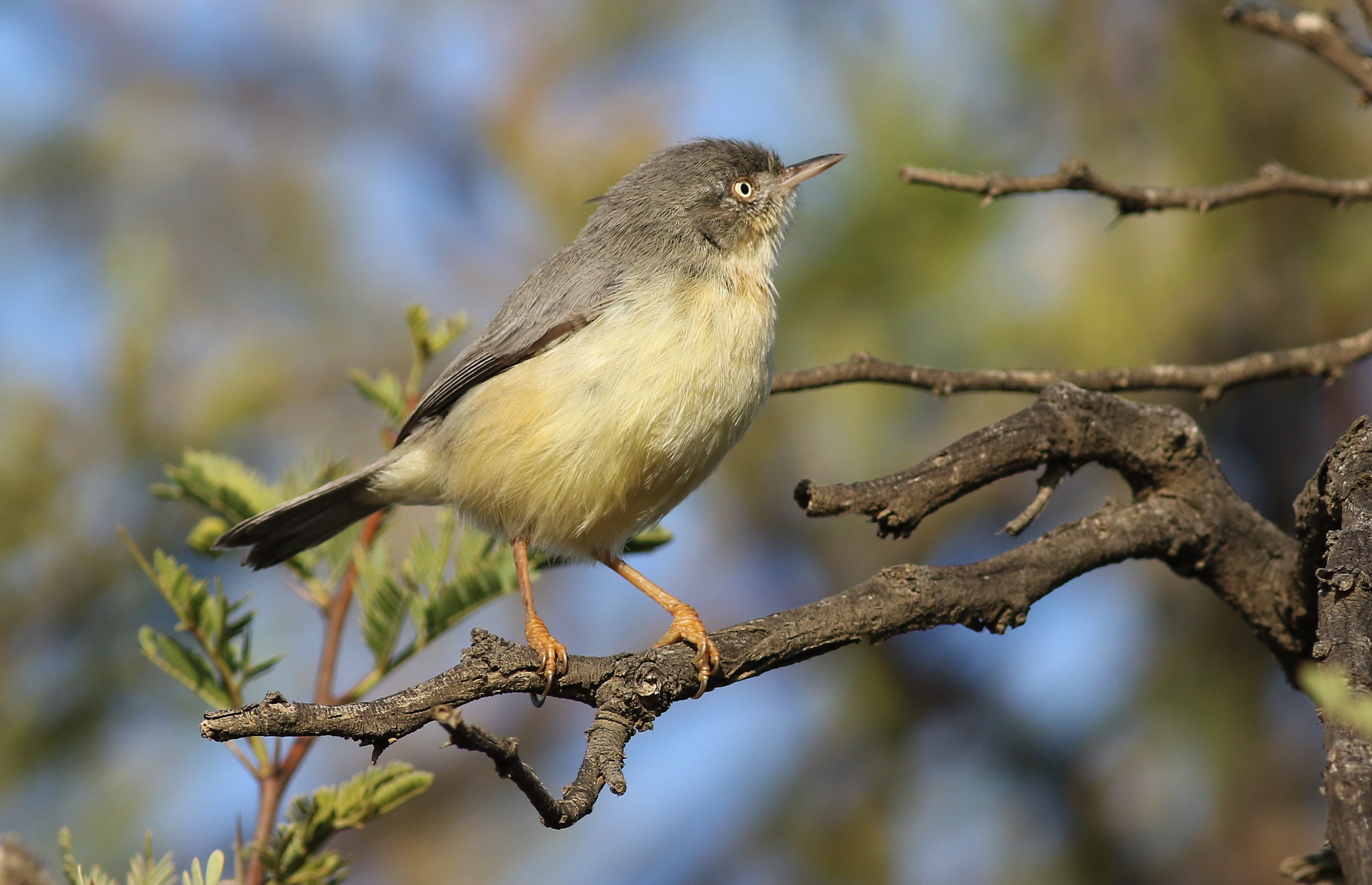

## Utbredning och systematik
Brunkindad eremomela delas in i två underarter med följande utbredning:
- Eremomela usticollis rensi – södra Zambia till södra Malawi och Moçambique (norr om Savefloden)
- Eremomela usticollis usticollis (inklusive baumgarti[5]) – södra Angola till Namibia, Zimbabwe, Moçambique och Sydafrika

### Familjetillhörighet
Cistikolorna behandlades tidigare som en del av den stora familjen sångare (Sylviidae). Genetiska studier har dock visat att sångarna inte är varandras närmaste släktingar. Istället är de en del av en klad som även omfattar timalior, lärkor, bulbyler, stjärtmesar och svalor. Idag delas därför Sylviidae upp i ett antal familjer, däribland Cisticolidae. 

## Levnadssätt
Brunkindad eremomela hittas i stånd med törnträd i torra blandade och lövfällande skogar. Där ses den i par eller smågrupper, ibland i artblandade flockar.

## Status
Arten har ett stort utbredningsområde och beståndet anses stabilt. Internationella naturvårdsunionen IUCN listar den därför som livskraftig (LC).

## Namn
Släktesnamnet Eremomela som också återspeglas i fåglarnas trivialnamn betyder "ökensång", efter grekiska eremos för "öken" och melos, "sång" eller "melodi".